# Кранг (Васлуј)
Кранг (рум. Crâng) насеље је у Румунији у округу Васлуј у општини Чокани. Oпштина се налази на надморској висини од 215 m.

## Становништво
Према подацима из 2002. године у насељу је живело 444 становника, од којих су сви румунске националности.